# Саритерецький сільський округ (Актогайський район)
Саритере́цький сільський округ (каз. Сарытерек ауылдық округі, рос. Сарытерекский сельский округ) — адміністративна одиниця у складі Актогайського району Карагандинської області Казахстану. Адміністративний центр — село Саритерек.
Населення — 606 осіб (2021; 914 у 2009, 1325 у 1999, 1685 у 1989).
Станом на 1989 рік існувала Саритерецька сільська рада (села Актумсик, Жетімшоки, Караагаш, Коянкоз, Саритерек). 2007 року було ліквідовано село Коянкоз.

## Склад
До складу округу входять такі населені пункти:
| Населений пункт | Населення, осіб (1989) | Населення, осіб (1999) | Населення, осіб (2009) | Населення, осіб (2021) |
| --------------- | ---------------------- | ---------------------- | ---------------------- | ---------------------- |
| Актумсик, село  | 184                    | 78                     | 64                     | 40                     |
| Жетимшоки, село | 186                    | 122                    | 108                    | 92                     |
| Кенелі, село    | 194                    | 50                     | 122                    | 44                     |
| Коянкоз, село   | 171                    | 24                     | -                      | -                      |
| Саритерек, село | 950                    | 1051                   | 620                    | 430                    |